# Epinephelus merra
Mérou étoile
Espèce
Synonymes
- Cephalopholis merra (Bloch, 1793)
- Ephinephelus merra Bloch, 1793
- Epinephalus merra Bloch, 1793

Statut de conservation UICN

 LC  : Préoccupation mineure
Epinephelus merra, communément nommé Mérou étoile, est une espèce de poissons marins de la famille des Serranidae.
Le Mérou étoile est présent dans les eaux tropicales de la région Indo-Pacifique mais est absent de la Mer Rouge et du Golfe Persique.
Il peut atteindre une taille de 32 cm de long.

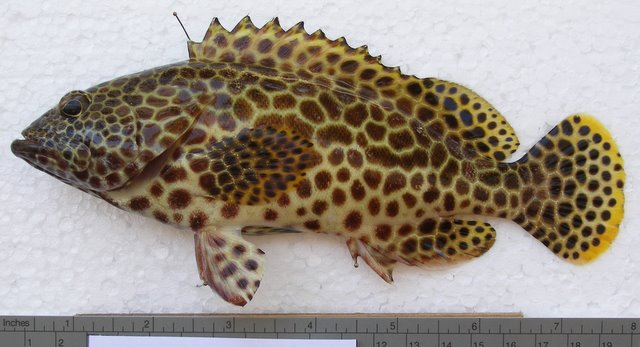
Epinephelus merra de Nouvelle-Calédonie
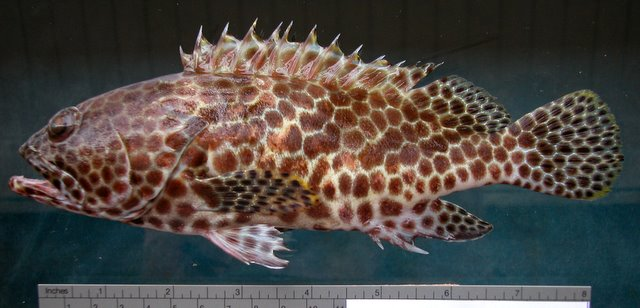
Epinephelus merra de Nouvelle-Calédonie
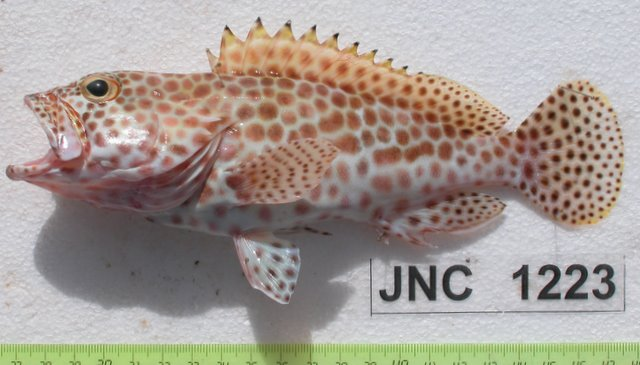
Epinephelus merra de Nouvelle-Calédonie
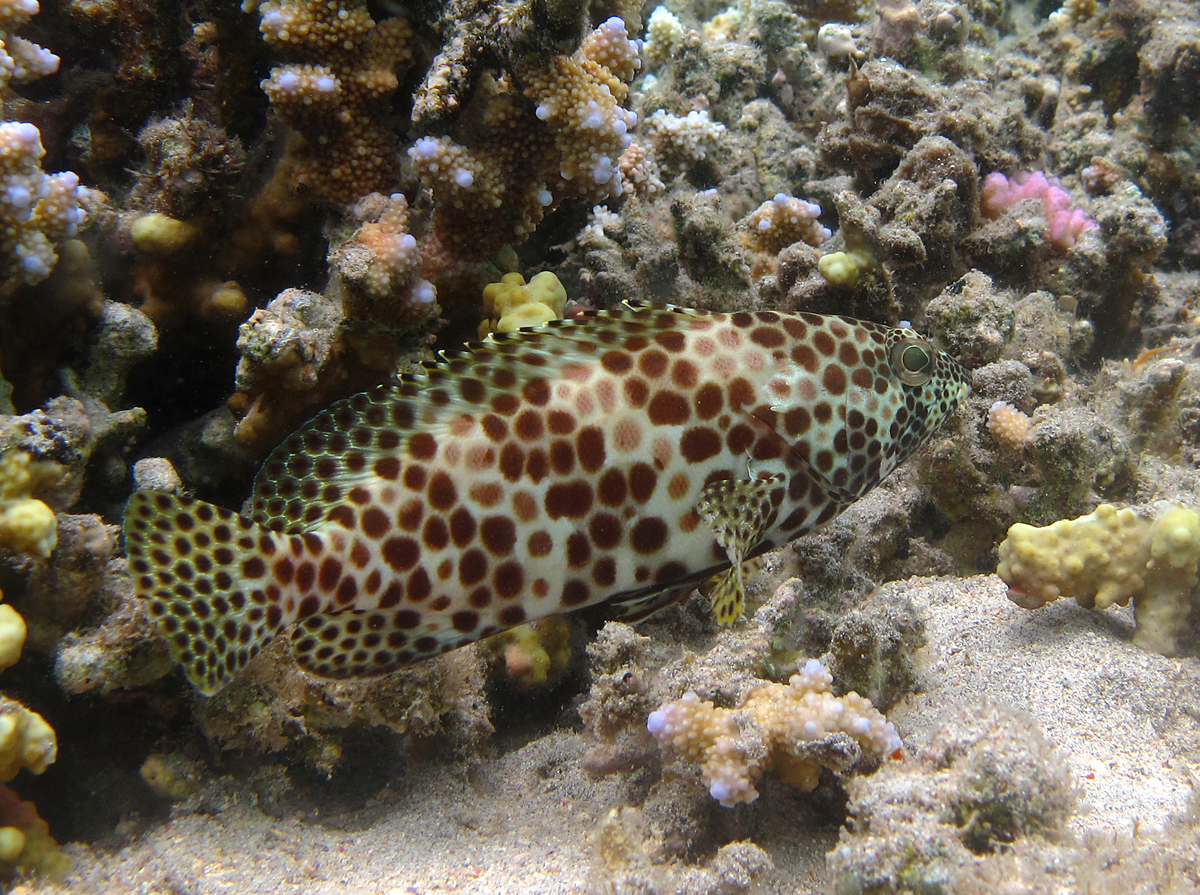
Spécimen sauvage à La Réunion.
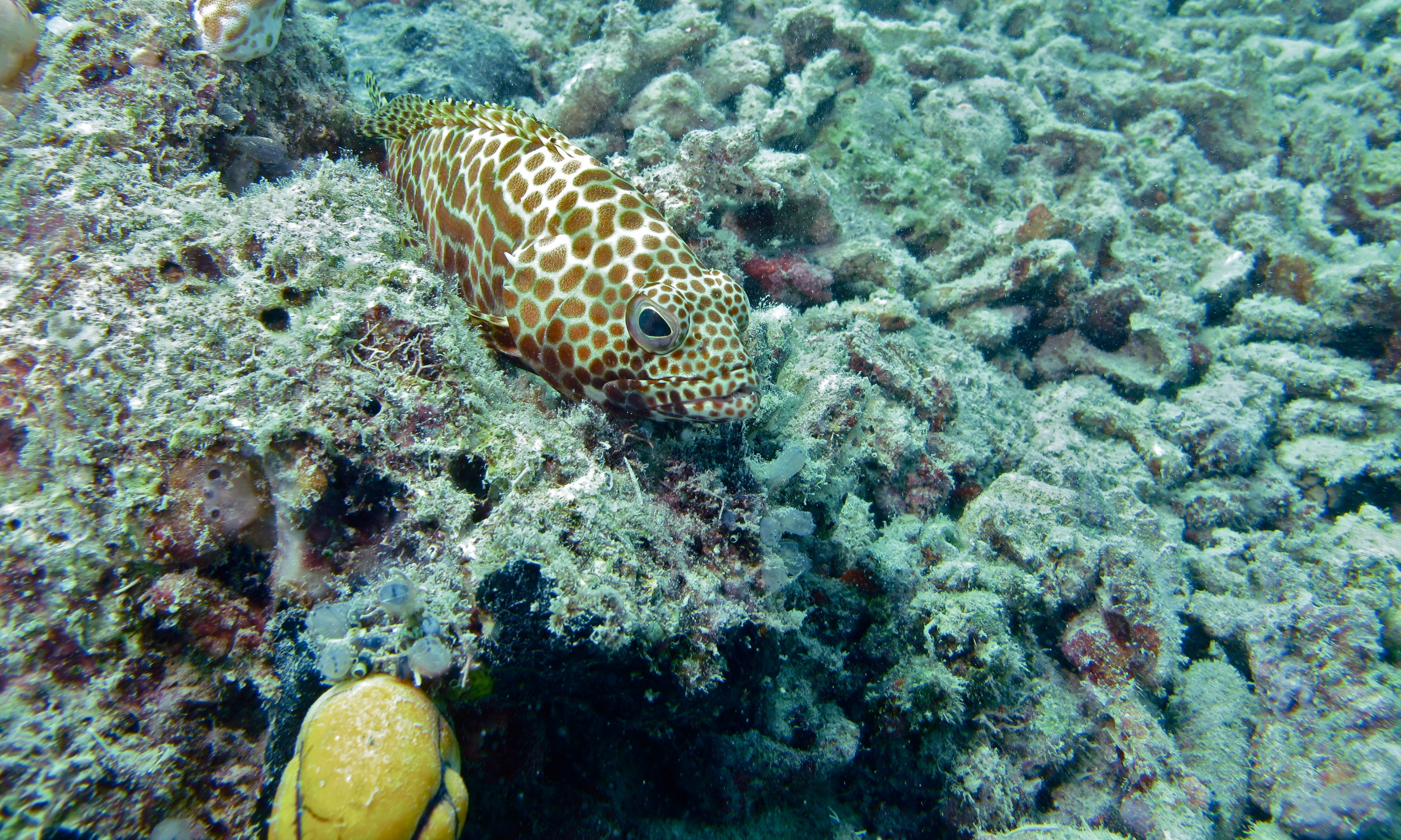
Spécimen sauvage (Sabah, Malaisie).